# طلمبات حلق الجمل (قرية)
قرية طلمبات حلق الجمل هي إحدى القرى التابعة لمركز أبو حمص في محافظة البحيرة في جمهورية مصر العربية. حسب إحصاءات سنة 2006، بلغ إجمالي السكان في طلمبات حلق الجمل 5195 نسمة، منهم 2698 رجل و2497 امرأة.